# Christoph Siegenthaler
Christoph Siegenthaler (* 8. Januar 1979 in Burgdorf, Schweiz) ist ein Schweizer Jazzpianist, Keyboarder, Produzent, Komponist und Bandleader.

## Leben
Siegenthaler wuchs im Bernischen Ochlenberg, Schweiz auf. Nachdem er seine Ausbildung zum Polygraf (Mediengestalter) abgeschlossen hatte, studierte er mit Diplomabschluss von 2003 bis 2007 Jazzpiano bei Günter Kühlwein, William Evans und Manuel Bärtsch im Studiengang Performance und Pädagogik an der Hochschule der Künste Bern (Swiss Jazz School). Siegenthaler nahm während seiner Studienzeit an verschiedenen Meisterklassen teil, wie zum Beispiel bei Michael Brecker, Bruce Barth, Art Lande, Paul McCandless (Oregon), Darmon Meader (New York Voices), Ernie Watts, Janek Gwizdala, Billy Cobham, Enrico Pieranunzi, Francois und Louis Moutin.
Christoph Siegenthaler ist u. a. Keyboarder von Stefanie Heinzmann und tourt im In- und Ausland. 2009 erschien in der Deutschen Keyboarder Zeitschrift Tastenwelt ein Portrait über Siegenthaler.
Von 2010 bis 2014 trat er regelmässig im Club 51 in Köln auf und begleitete Sängerinnen und Sänger wie Faiz Mangat, Onita Boone und Nica & Joe.
Siegenthaler ist auch als Produzent und Komponist tätig. 2010 komponierte und produzierte er Musik für Audi für die IAA in Frankfurt. 2013 komponierte und produzierte er die Filmmusik für den Kurzfilm „Crash“ der Gebrüder Beydemüller. 2015 schrieb er die Filmmusik für die 12-teilige Serie Mein Weg Nach Rio. Im Juli 2015 veröffentlichte er mit seinem Jazz-Trio sein erstes Album als Solokünstler.
Siegenthaler lebt zurzeit in der Schweiz.

## Diskographie
- Christoph Siegenthaler – Christoph Siegenthaler Trio (2015)
- Stefanie Heinzmann – Chance Of Rain (Universal-music, 2015)
- Faiz Mangat – Liebe und Bass (2015)
- Eveline Suter – Songs & Stories (2013)
- Jenny Scott – Things Called Love EP (2013)
- Lenny Pojarov – DRAMA EP (2012)
- Christian Korthals „Tian et al“ – (Neuklang, 2012)
- Alperose – Das Musical – (Zytglogge Verlag, 2012)
- KOLAMBO – (Eigenverlag, 2010)
- Dällebach Kari, das Musical – (Heimatland Verlag, 2010)
- Xenia Zampieri‘s X-FORCE – (Altrisuoni, 2008)
- HKB/Swiss Jazz School – ReCovered–The music of Workshop – (Eigenverlag, 2008)
- Gundi live – Mühle Hunziken – (Eigenverlag, 2007)
- Matthias Wenger – Kreislers musikalisch-poetischer Klub – (Unit Records, 2007)
- Oremus-Popmesse – Wieslaw Pipczynski – (Eigenverlag, 2006)
- Blue Ties – Again! – (Eigenverlag, 2005)
- Aextra, Aecht – (Sony BMG, 2005)
- Gymnasium Hofwil/Swiss Jazz School Classic Orchestra – (Eigenverlag, 2005)
- Subvox, Zickenalarm – (Eigenverlag, 2001)
- Langenthaler Musikjahr, 1998 – (Eigenverlag, 1998)